# Neoalsomitra timorana
Neoalsomitra timorana är en gurkväxtart som först beskrevs av Johan Baptist Spanoghe, och fick sitt nu gällande namn av Hutchinson. Neoalsomitra timorana ingår i släktet Neoalsomitra och familjen gurkväxter. Inga underarter finns listade i Catalogue of Life.